# Jack in the Box (Restaurant)
Jack in the Box ist eine amerikanische Schnellrestaurantkette mit Sitz in San Diego. Sie ist eine der führenden amerikanischen Fastfoodketten mit mehr als 2200 Restaurants (Stand 2023) in 21 hauptsächlich westlichen US-Bundesstaaten.

## Unternehmen
Das Unternehmen wurde im Jahr 1951 von Robert Peterson gegründet. Jack in the Box war die erste große Hamburger-Kette, die das Drive-thru- bzw. Drive-in-System nutzte. 85 Prozent der Kunden von Jack in the Box kaufen das Essen entweder im Auto oder zum Mitnehmen. Die meisten Restaurants haben jedoch auch einen Speiseraum und sind 18 bis 24 Stunden pro Tag geöffnet.

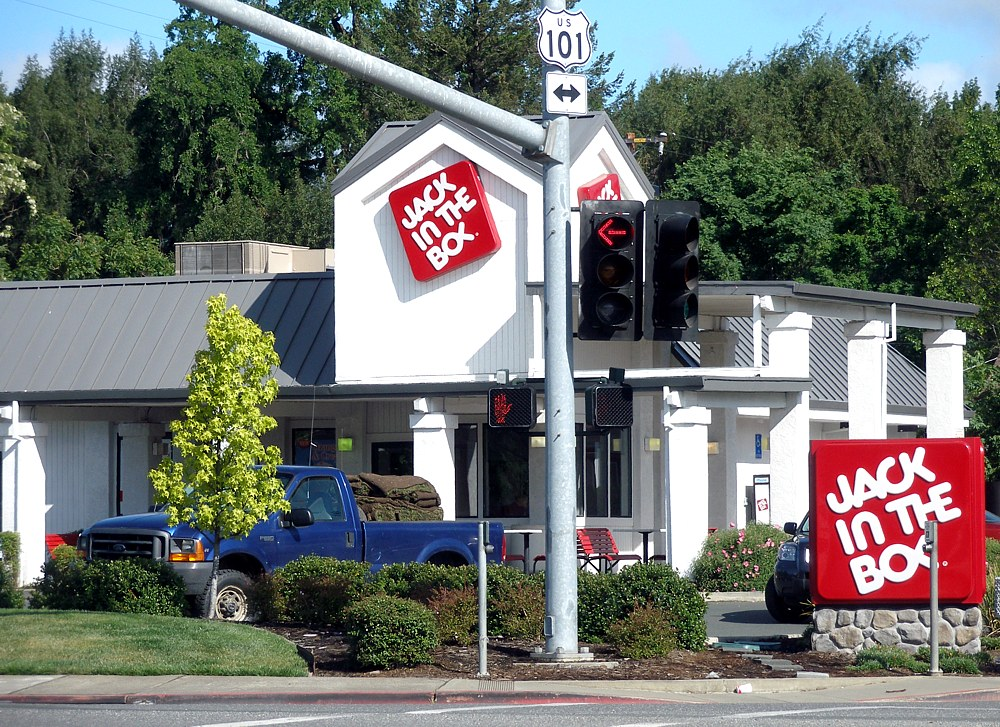
Jack-in-the-Box-Restaurant

Die meisten Jack-in-the-Box-Restaurants sind freistehend. Es gibt aber auch Restaurants, die mit Tankstellen oder Einkaufszentren verbunden sind. In allen Restaurants wird während der gesamten Öffnungszeit das komplette Speisenangebot angeboten, auch das Frühstück. Deshalb wirbt das Unternehmen mit dem Slogan „We don’t stop serving breakfast at 10.30 am. Heck, we don’t even stop serving it at 10.30 pm!“ (deutsch „Wir hören nicht morgens um 10:30 Uhr damit auf, Frühstück zu servieren. Zum Teufel, wir hören nicht einmal abends um 22:30 Uhr damit auf!“).
Außerdem wirbt Jack in the Box damit, dass ihre Burger erst dann gegrillt werden, wenn man sie bestellt („We don’t make it ’til you order it.“). Damit grenzt sich die Burger-Food-Kette von einigen anderen Fast-Food-Ketten ab, in denen die Burger schon vor der Bestellung gegrillt und daraufhin warmgehalten werden.
Im Januar 2003 erwarb Jack in the Box Inc. die auf mexikanische Küche spezialisierte Restaurantkette Qdoba Mexican Grill mit über 300 Restaurants in 40 US-Bundesstaaten.
Der in Amerika bekannte fiktionale Jack-in-the-Box-Chef, der oft in der Werbung zu sehen ist und einen sehr großen tischtennisballähnlichen Kopf hat, hat seit Mai 2006 eine eigene MySpace-Seite mit vollständig erfundener Biographie.